# Critot
Critot és un municipi francès situat al departament del Sena Marítim i a la regió de Normandia. L'any 2007 tenia 512 habitants.

## Demografia

### Població
El 2007 la població de fet de Critot era de 512 persones. Hi havia 169 famílies de les quals 24 eren unipersonals (4 homes vivint sols i 20 dones vivint soles), 32 parelles sense fills, 93 parelles amb fills i 20 famílies monoparentals amb fills.
La població ha evolucionat segons el següent gràfic:
Habitants censats

### Habitatges
El 2007 hi havia 183 habitatges, 172 eren l'habitatge principal de la família, 4 eren segones residències i 7 estaven desocupats. 182 eren cases i 1 era un apartament. Dels 172 habitatges principals, 150 estaven ocupats pels seus propietaris, 21 estaven llogats i ocupats pels llogaters i 1 estava cedit a títol gratuït; 1 tenia dues cambres, 12 en tenien tres, 44 en tenien quatre i 114 en tenien cinc o més. 144 habitatges disposaven pel capbaix d'una plaça de pàrquing. A 54 habitatges hi havia un automòbil i a 116 n'hi havia dos o més.

### Piràmide de població
La piràmide de població per edats i sexe el 2009 era:
| Homes | Edats   | Dones |
| ----- | ------- | ----- |
| 0     | 95 o +  | 0     |
| 0     | 90 a 94 | 0     |
| 0     | 85 a 89 | 0     |
| 0     | 80 a 84 | 0     |
| 4     | 75 a 79 | 8     |
| 0     | 70 a 74 | 4     |
| 8     | 65 a 69 | 4     |
| 8     | 60 a 64 | 4     |
| 8     | 55 a 59 | 4     |
| 24    | 50 a 54 | 12    |
| 20    | 45 a 49 | 36    |
| 24    | 40 a 44 | 32    |
| 24    | 35 a 39 | 20    |
| 12    | 30 a 34 | 20    |
| 4     | 25 a 29 | 0     |
| 8     | 20 a 24 | 16    |
| 32    | 15 a 19 | 20    |
| 20    | 10 a 14 | 20    |
| 20    | 5 a 9   | 24    |
| 12    | 0 a 4   | 12    |

## Economia
El 2007 la població en edat de treballar era de 352 persones, 276 eren actives i 76 eren inactives. De les 276 persones actives 257 estaven ocupades (141 homes i 116 dones) i 19 estaven aturades (10 homes i 9 dones). De les 76 persones inactives 14 estaven jubilades, 32 estaven estudiant i 30 estaven classificades com a «altres inactius».

### Ingressos
El 2009 a Critot hi havia 174 unitats fiscals que integraven 513,5 persones, la mediana anual d'ingressos fiscals per persona era de 18.395 €.

### Activitats econòmiques
Dels 15 establiments que hi havia el 2007, 1 era d'una empresa extractiva, 9 d'empreses de construcció, 1 d'una empresa de comerç i reparació d'automòbils, 1 d'una empresa de transport, 1 d'una empresa d'hostatgeria i restauració, 1 d'una empresa d'informació i comunicació i 1 d'una empresa immobiliària.
Dels 5 establiments de servei als particulars que hi havia el 2009, 2 eren paletes, 1 guixaire pintor i 2 electricistes.
L'any 2000 a Critot hi havia 14 explotacions agrícoles que ocupaven un total de 483 hectàrees.

## Equipaments sanitaris i escolars
El 2009 hi havia una escola maternal integrada dins d'un grup escolar amb les comunes properes formant una escola dispersa.

## Poblacions més properes
El següent diagrama mostra les poblacions més properes.